# Спинальный ганглий
Спинальный ганглий (спинальный нервный узел, спинномозговой узел) — у позвоночных: общее название для нервных узлов (ганглиев) спинномозговых нервов. 
Спинальные ганглии, вместе с ганглиями черепных нервов, относятся к чувствительным нервным узлам.
Другой группой нервных узлов организма являются вегетативные ганглии.
Имеет веретеновидную форму. Снаружи окружен капсулой, которая состоит из плотной волокнистой соединительной ткани.
Спинальные ганглии содержат тела чувствительных (афферентных) псевдоуниполярных нейронов, которые располагаются на периферии группами. Центральная часть занята отростками этих нейронов (мякотные нервные волокна) и расположенными между ними тонкими прослойками эндоневрия, несущим сосуды.  
Нервные клетки спинномозговых узлов окружены слоем глиальных клеток, которые называются мантийными глиоцитами.
Дендриты нейронов в составе чувствительной (афферентной) части смешанных спинномозговых нервов направляются на периферию и заканчиваются там рецепторами. Аксоны (эфферентная часть) в составе заднего корешка идут в спинной мозг.
Функции нейромедиаторов в нейронах спинальных ганглиев выполняются прежде всего ацетилхолином, глутаминовой кислотой и веществом P.